# Pagurapseudopsis
Pagurapseudopsis är ett släkte av kräftdjur. Pagurapseudopsis ingår i familjen Pagurapseudidae.
Kladogram enligt Catalogue of Life:
| Pagurapseudopsis | \| \| Pagurapseudopsis gracilipes \| \| \| \| \| \| Pagurapseudopsis gymnophobia \| \| \| \| \| \| Pagurapseudopsis iranica \| \| \| \| |
|                  | \| \| Pagurapseudopsis gracilipes \| \| \| \| \| \| Pagurapseudopsis gymnophobia \| \| \| \| \| \| Pagurapseudopsis iranica \| \| \| \| |
|                  | Hodometrica |
|                  | |
|                  | Indoapseudes |
|                  | |
|                  | Macrolabrum |
|                  | |
|                  | Msangia |
|                  | |
|                  | Pagurapseudes |
|                  | |
|                  | Pagurotanais |
|                  | |
|                  | Parapagurapseudopsis |
|                  | |
|                  | Pagurapseudopsis gracilipes |
|                  | |
|                  | Pagurapseudopsis gymnophobia |
|                  | |
|                  | Pagurapseudopsis iranica |
|                  | |

|  | Pagurapseudopsis gracilipes  |
|  |                              |
|  | Pagurapseudopsis gymnophobia |
|  |                              |
|  | Pagurapseudopsis iranica     |
|  |                              |